# 1983 au Yukon
Chronologie du Yukon
- 1979
- 1980
- 1981
- 1982
- 1983
- 1984
- 1985
- 1986
- 1987

Cette page concerne des événements d'actualité qui se sont produits durant l'année 1983 dans le territoire canadien du Yukon.

## Politique
- Premier ministre : Chris Pearson (Parti progressiste-conservateur)
- Chef de l'Opposition officielle : Tony Penikett (NPD)
- Commissaire : Douglas Bell (en)
- Législature : 25e

## Événements
- Fondation du premier journal franco-yukonnais L'Aurore boréale.
- Fondation du Collège du Yukon (en).
- Raymond Charbonneau devient le président de l'Association franco-yukonnaise[1].

## Naissances
- 30 mars : Scott Moffatt (en), musicien.